# Олімпійська збірна Ірану з футболу
Олімпійська збірна Ірану з футболу (перс. تیم ملی فوتبال امید ایران) — Олімпійська команда футбольної збірної Ірану. Управляється Федерацією Футболу Ісламської Республіки Іран (I.R.I.F.F.). На олімпійському футбольному турнірі збірна Ірану брала участь у 1964, 1972 та 1976 роках. Найвищим досягненням збірної є перемога на Азійських іграх у 2002 році.

## Результати

### Олімпійські ігри
| Футбол на літніх Олімпійських іграх | Футбол на літніх Олімпійських іграх | Футбол на літніх Олімпійських іграх | Футбол на літніх Олімпійських іграх | Футбол на літніх Олімпійських іграх | Футбол на літніх Олімпійських іграх | Футбол на літніх Олімпійських іграх | Футбол на літніх Олімпійських іграх | Футбол на літніх Олімпійських іграх |    | Кваліфікація | Кваліфікація | Кваліфікація | Кваліфікація | Кваліфікація | Кваліфікація |
| Господар/рік                        | Результат                           | І                                   | В                                   | Н                                   | П                                   | ГЗ                                  | ГП                                  | РГ                                  | І  | В            | Н            | П            | ГЗ           | ГП           |              |
| ----------------------------------- | ----------------------------------- | ----------------------------------- | ----------------------------------- | ----------------------------------- | ----------------------------------- | ----------------------------------- | ----------------------------------- | ----------------------------------- | -- | ------------ | ------------ | ------------ | ------------ | ------------ | ------------ |
| 1992                                | Не кваліфікувалась                  | -                                   | -                                   | -                                   | -                                   | -                                   | -                                   | -                                   | 8  | 5            | 2            | 1            | 19           | 6            |              |
| 1996                                | Не кваліфікувалась                  | -                                   | -                                   | -                                   | -                                   | -                                   | -                                   | -                                   | 4  | 2            | 1            | 1            | 9            | 4            |              |
| 2000                                | Не кваліфікувалась                  | -                                   | -                                   | -                                   | -                                   | -                                   | -                                   | -                                   | 4  | 1            | 1            | 2            | 3            | 6            |              |
| 2004                                | Не кваліфікувалась                  | -                                   | -                                   | -                                   | -                                   | -                                   | -                                   | -                                   | 6  | 3            | 0            | 3            | 22           | 9            |              |
| 2008                                | Не кваліфікувалась                  | -                                   | -                                   | -                                   | -                                   | -                                   | -                                   | -                                   | 6  | 1            | 2            | 3            | 6            | 7            |              |
| 2012                                | Не кваліфікувалась                  | -                                   | -                                   | -                                   | -                                   | -                                   | -                                   | -                                   | 4  | 1            | 1            | 2            | 1            | 5            |              |
| 2016                                | Не кваліфікувалась                  | -                                   | -                                   | -                                   | -                                   | -                                   | -                                   | -                                   | 8  | 5            | 0            | 3            | 21           | 9            |              |
| 2020                                | В процесі                           | -                                   | -                                   | -                                   | -                                   | -                                   | -                                   | -                                   | -  | -            | -            | -            | -            | -            |              |
| Total                               | 0/8                                 | -                                   | -                                   | -                                   | -                                   | -                                   | -                                   | -                                   | 40 | 18           | 7            | 15           | 81           | 46           |              |

### Молодіжний кубок Азії
| Молодіжний кубок Азії | Молодіжний кубок Азії | Молодіжний кубок Азії | Молодіжний кубок Азії | Молодіжний кубок Азії | Молодіжний кубок Азії | Молодіжний кубок Азії | Молодіжний кубок Азії | Молодіжний кубок Азії |   | Кваліфікація | Кваліфікація | Кваліфікація | Кваліфікація | Кваліфікація | Кваліфікація |
| Господар/рік          | Результат             | І                     | В                     | Н                     | П                     | ГЗ                    | ГП                    | РГ                    | І | В            | Н            | П            | ГЗ           | ГП           |              |
| --------------------- | --------------------- | --------------------- | --------------------- | --------------------- | --------------------- | --------------------- | --------------------- | --------------------- | - | ------------ | ------------ | ------------ | ------------ | ------------ | ------------ |
| 2013                  | Груповий етап         | 3                     | 1                     | 1                     | 1                     | 6                     | 5                     | +1                    | 5 | 4            | 1            | 0            | 13           | 2            |              |
| 2016                  | Чвертьфінал           | 4                     | 2                     | 0                     | 2                     | 6                     | 7                     | -1                    | 4 | 3            | 0            | 1            | 15           | 2            |              |
| Всього                | 2/2                   | 7                     | 3                     | 1                     | 3                     | 12                    | 12                    | -                     | 9 | 7            | 1            | 1            | 28           | 4            |              |

### Азійські ігри
| Азійські ігри | Азійські ігри | Азійські ігри | Азійські ігри | Азійські ігри | Азійські ігри | Азійські ігри | Азійські ігри |
| Рік           | Раунд         | І             | В             | Н             | П             | ГЗ            | ГП            |
| ------------- | ------------- | ------------- | ------------- | ------------- | ------------- | ------------- | ------------- |
| Пусан 2002    | Чемпіон       | 6             | 4             | 2             | 0             | 16            | 2             |
| Доха 2006     | 3-тє місце    | 6             | 4             | 1             | 1             | 10            | 6             |
| Гуанчжоу 2010 | 4-те місце    | 7             | 5             | 0             | 2             | 14            | 8             |
| Інчхон 2014   | Груповий етап | 2             | 0             | 1             | 1             | 2             | 5             |
| Всього        | 4/4           | 21            | 13            | 4             | 4             | 42            | 21            |

### Молодіжний чемпіонат Західної Азії
| Рік   | Раунд   | І | В | Н | П | ГЗ | ГП |
| ----- | ------- | - | - | - | - | -- | -- |
| 2015  | Чемпіон | 4 | 3 | 1 | 0 | 8  | 3  |
| Total | 1/1     | 4 | 3 | 1 | 0 | 8  | 0  |

## Тренери
- Хешмат Мохажерані (1977)
- Ірай Солеймані (1980–1982)
- Махмуд Яварі (1982–1984)
- Ірай Солеймані (1984–1992)
- Руді Гутендорф (1988) (в.о.)
- Хассан Хабібі (1992–1994)
- Енвер Хаджиабдич (1994) (в.о.)
- Ганс-Юрген Геде (1994–1995)
- Хассан Хабібі (1995)
- Ебрагім Гасемпур (1997–1999)
- Егон Коордес (1999)
- Мехді Монаджаті (1999–2002)
- Бранко Іванкович (2002–2003)
- Мохаммад Маєлі Кохан (2003–2004)
- Хоссейн Фаракі (2004) (в.о.)
- Рене Сімойнс (2005–2006)
- Вінко Бегович (2006–2007)
- Ненад Николич (2007–2008)
- Голам Хоссейн Пейровані (2009–2010)
- Хуман Афазелі (2010–2011)
- Аліреза Мансурян (2011–2014)
- Нело Вінгада (2014)
- Мохаммад Хакпур (2014–)